# 髯毛八角枫
髯毛八角枫（学名：Alangium barbatum）是山茱萸科八角枫属的植物。分布在越南、印度、不丹、老挝、泰国、缅甸以及中国大陆的广西、广东、云南等地，生长于海拔1,000米的地区，多生长在林中，目前尚未由人工引种栽培。